# زد-۳۷ زلین
زد-۳۷ زلین (به انگلیسی: Zlín_Z_37) یک هواگرد از نوع سم پاش ساخت شرکت Let, Moravan است. هواگرد زد-۳۷ زلین نخستین پروازش را در ۲۹ ژوئن ۱۹۶۳ میلادی انجام داد. در مجموع، تعداد ~۷۱۳ فروند از این هواگرد ساخته شده‌است.